# Notre-Dame-de-la-Nativité (Bussière-Badil)
Die Kirche Notre-Dame-de-la-Nativité in Bussière-Badil ist die nördlichste ehemalige Abteikirche im Périgord. Sie wurde bereits im Jahr 1862 als Monument historique anerkannt.

## Lage

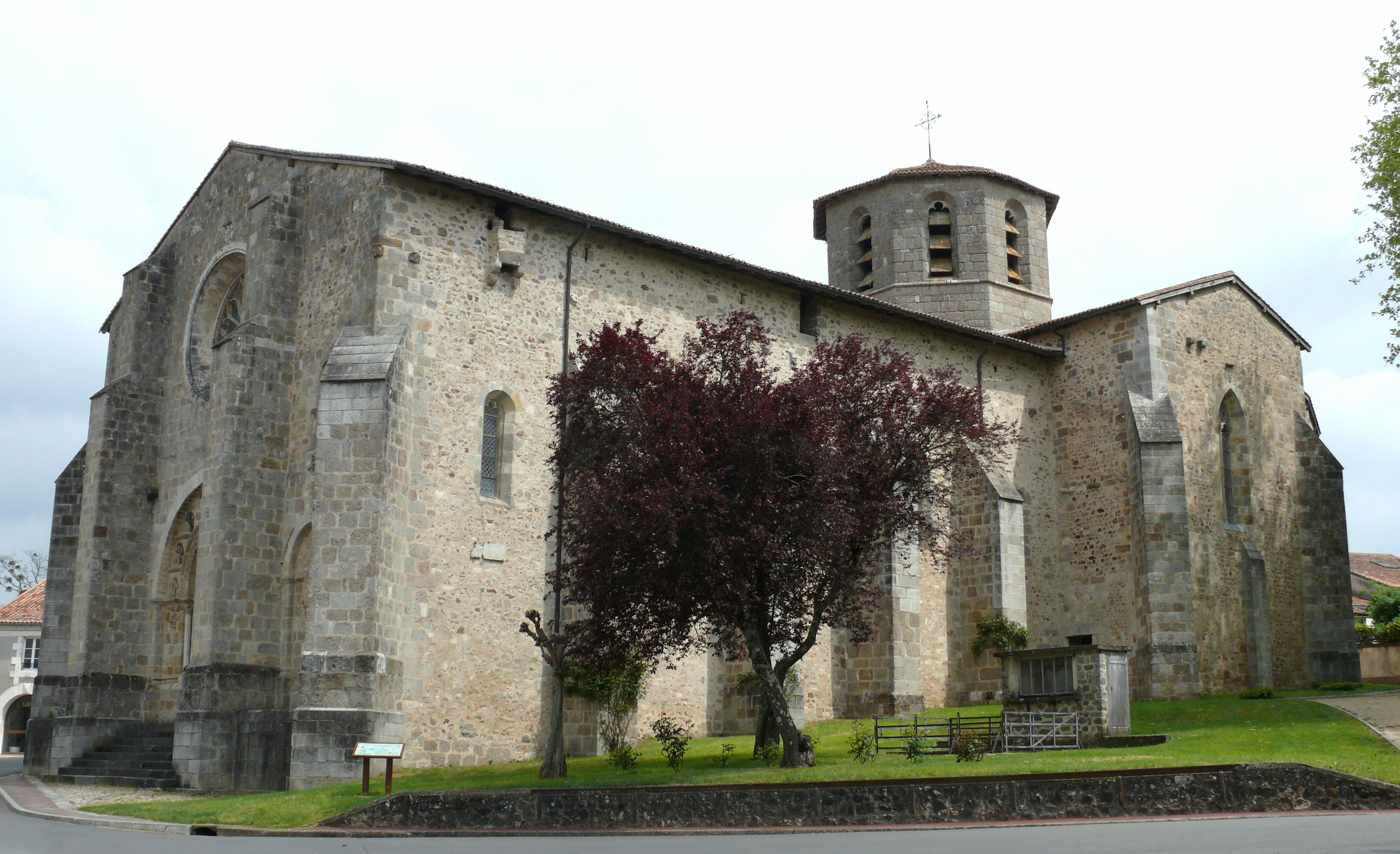
Die Kirche Notre-Dame-de-la-Nativité in Bussière-Badil

Die Kirche Notre-Dame-de-la-Nativité liegt mitten im Ortszentrum von Bussière-Badil (Kanton Périgord Vert Nontronnais, Département Dordogne) an der D 3. Sie ist nicht wie üblich Ost-West ausgerichtet, sondern nach Ostnordost verdreht.

## Architektur und Baugeschichte
Die Abteikirche Notre-Dame-de-la-Nativité wurde im 12. Jahrhundert anstelle eines Vorgängerbaus vom Benediktinerorden errichtet. Ihr Gründungsdatum geht möglicherweise bis auf das Jahr 1088 zurück. Die Benediktiner hatten an derselben Stelle bereits im Jahr 768 ein Priorat gegründet und eine erste Kirche erbaut. Das romanische Bauwerk aus dem 12. Jahrhundert war jedoch weit größer und gehörte zur Abtei Sacra di San Michele im Piemont. Es war als Wehrkirche konzipiert und besaß viele Verteidigungsanlagen wie beispielsweise Zinnen, Wehrerker, Hurden, Mauern, Schießscharten, Burggräben und Wachtürme. Sämtliche Defensivanlagen verschwanden im Verlauf des 15. und 16. Jahrhunderts.
Die Westfassade wird von zwei mächtigen, vorragenden Strebepfeilern in drei Teile gegliedert. Das über Treppenstufen zu erreichende Eingangsportal befindet sich im Zentralteil. Es ist reich verziert und wird von drei Säulenbögen umgürtet. Oberhalb der Bögen sind sieben Skulpturen angebracht, die keine Köpfe mehr aufweisen und während der Französischen Revolution sozusagen enthauptet wurden. Die beiden Außenseiten der Westfassade werden von je einem Blendbogen verziert, wovon einer sogar ein reich geschmücktes Tympanon aufweist. Eine Fensterrose ist mittig über dem Eingangsportal positioniert. Das Chorende des Gebäudes weist Absidiolen auf. Von der ehemaligen Wehrkirche sind nur noch zwei Wehrerkerreste erhalten, die entlang der ersten Bogenreihe des westlichen Seitenschiffs zu sehen sind. An den Außenmauern der Seitenschiffe ragen noch zahlreiche dekorative Kragsteine (Französisch Modillons) hervor.
Notre-Dame-de-la-Nativité setzt sich aus drei Kirchenschiffen zusammen, einem Mittelschiff und zwei Seitenschiffen. Sie wird in fünf Joche untergliedert. Die zahlreichen, die einzelnen Schiffe abstützenden Säulen werden von kunstvoll skulptierten Kapitellen abgeschlossen. Die Vierung aus Langhaus und Querhaus wird von einer Kuppel abgedeckt, über der sich der im Limousin-Stil gefertigte achteckige Kirchturm erhebt. Der Chor, das Hauptschiff und die beiden Seitenschiffe haben den romanischen Baustil bewahrt, eine Ausnahme bilden jeweils die beiden, im gotischen Stil umgestalteten Flügel des Querhauses.
In der Kirche wird eine vergoldete Terrakottastatue aus dem Jahr 1581 aufbewahrt. Sie wurde von dem Bildhauer Dionise Mathieu aus Le Mans geschaffen und stellt Maria mit dem Kind dar. Die Skulptur ist ebenfalls als Monument historique eingeschrieben. Auch sie wurde während der Französischen Revolution verunstaltet, indem beide Köpfe abgeschlagen wurden. Diese sind aber mittlerweile wieder ersetzt worden.
Gegen Ende der neunziger Jahre wurde Notre-Dame-de-la-Nativité außen restauriert und zu Beginn des 21. Jahrhunderts innen vollständig renoviert.

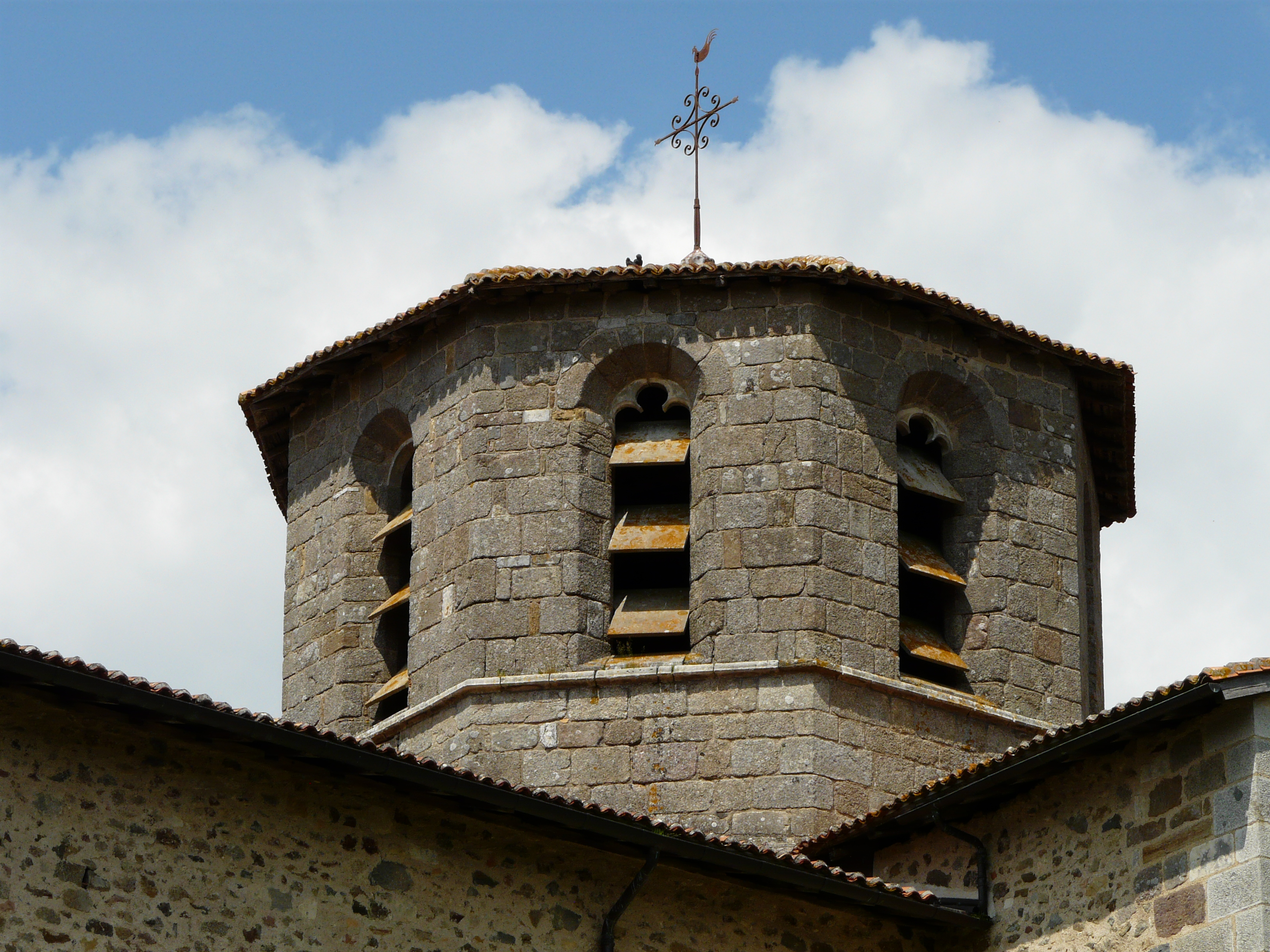
Achteckiger Kirchturm
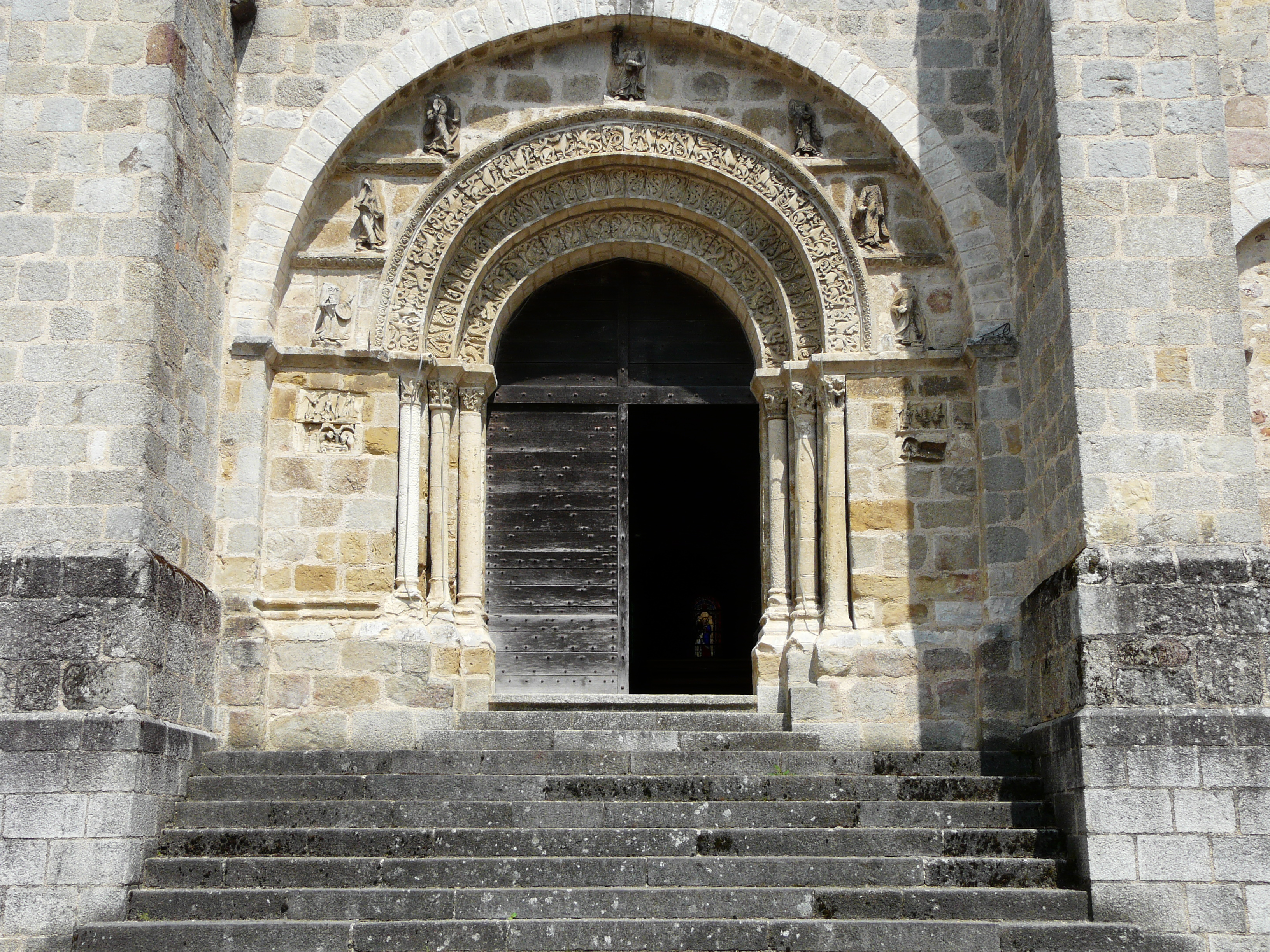
Eingangsportal
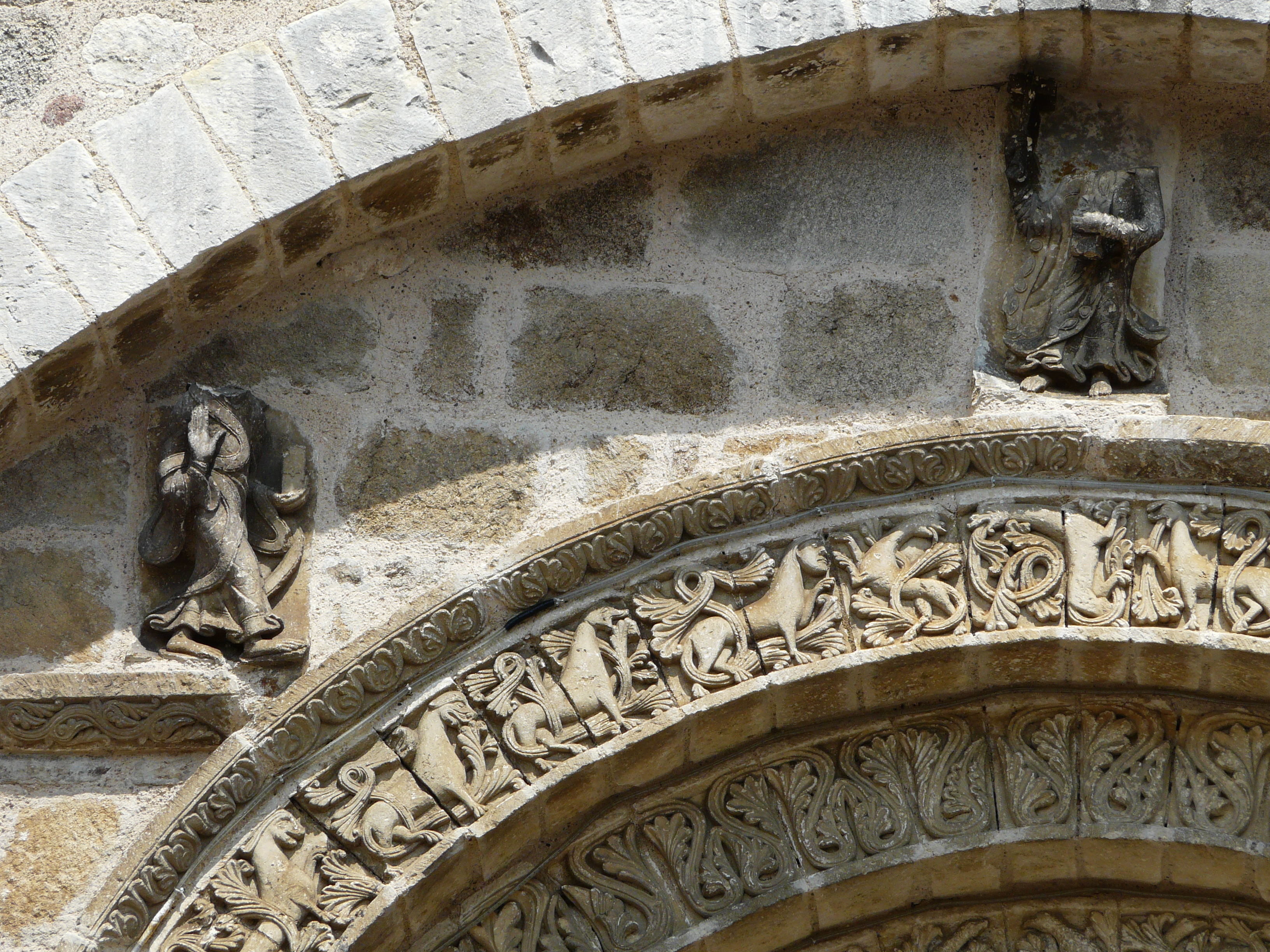
Skulpturen am Eingang
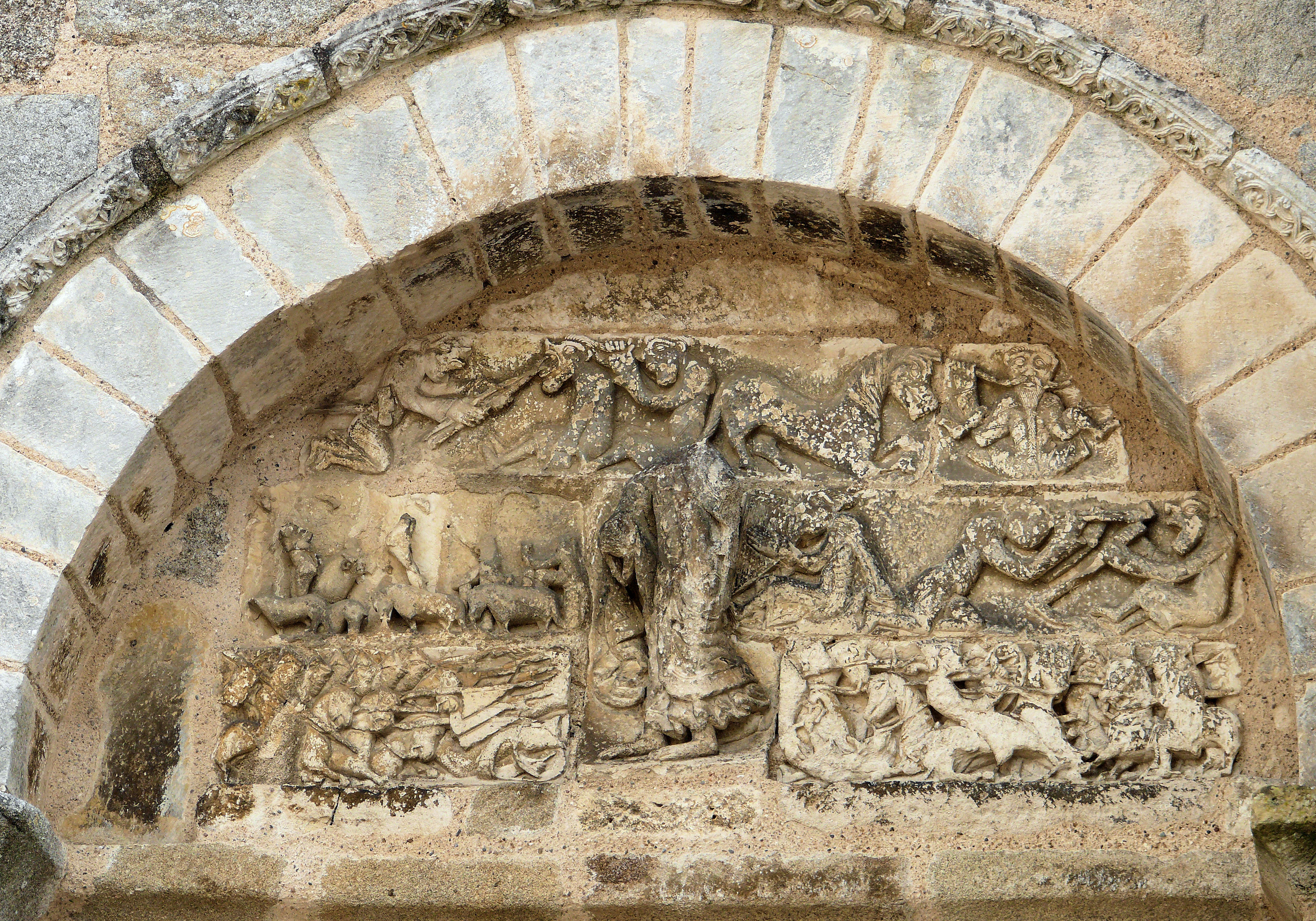
Tympanon eines Blendbogens auf der Westseite
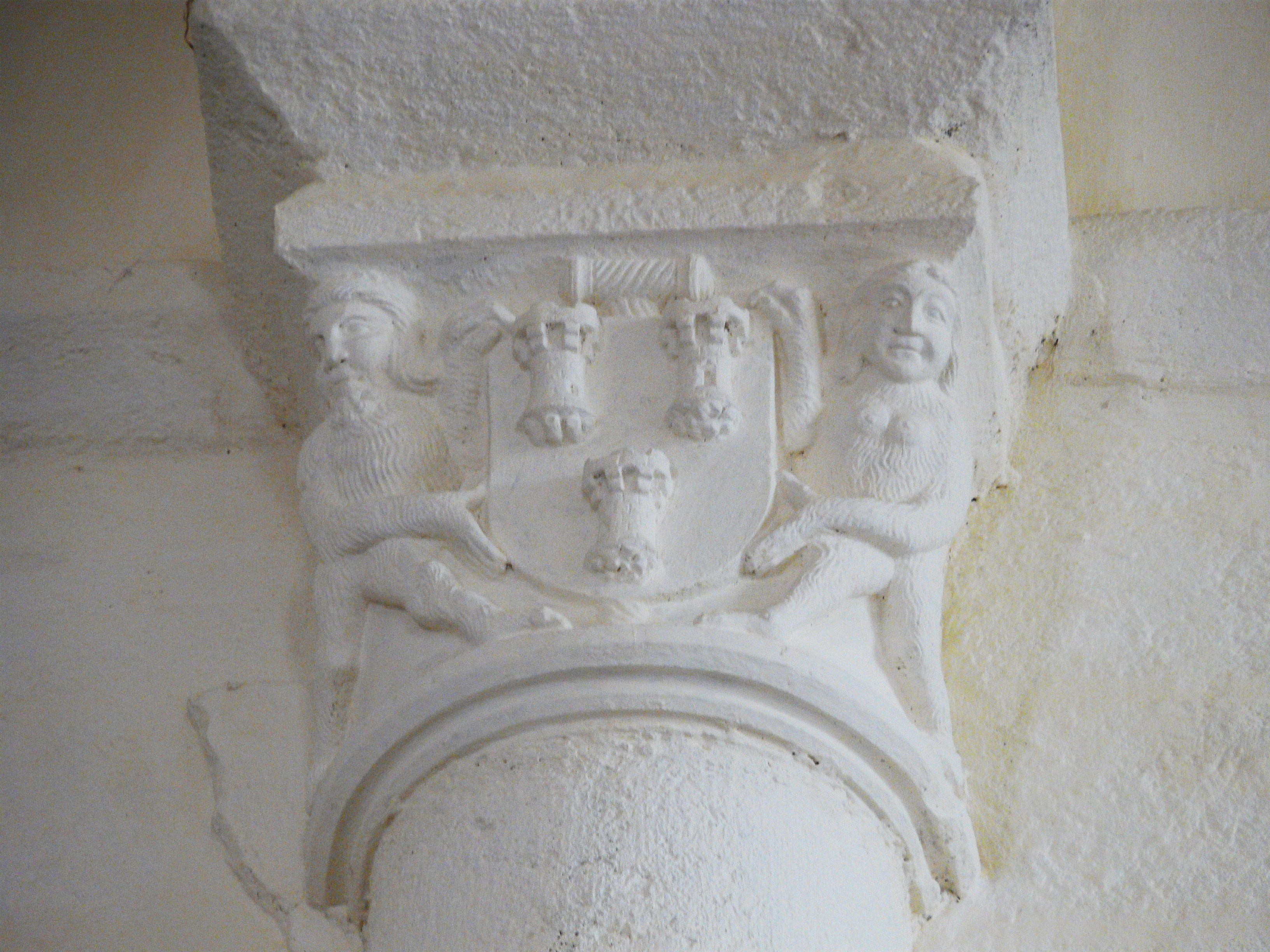
Kapitell
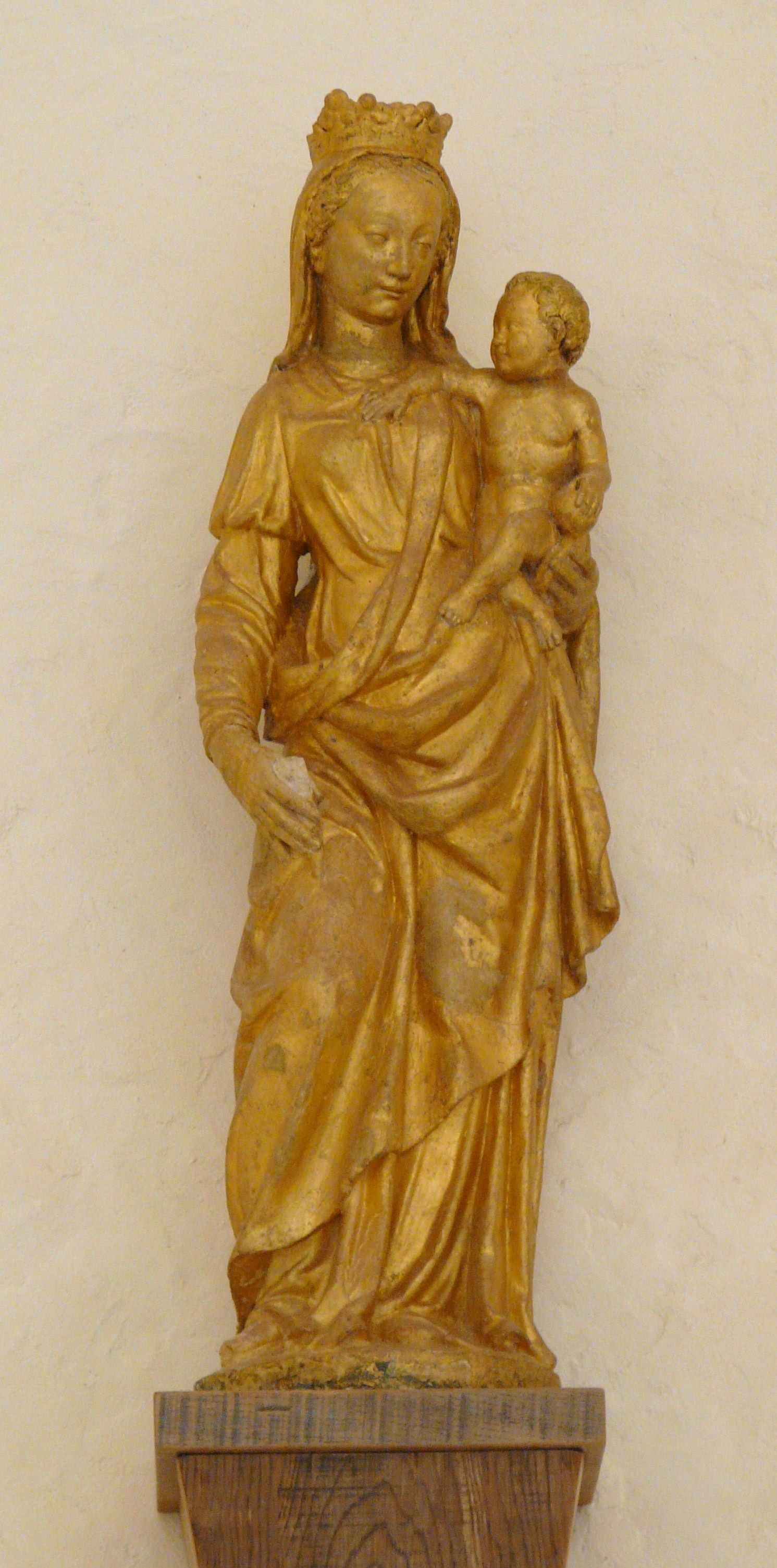
Vergoldete Marienstatue
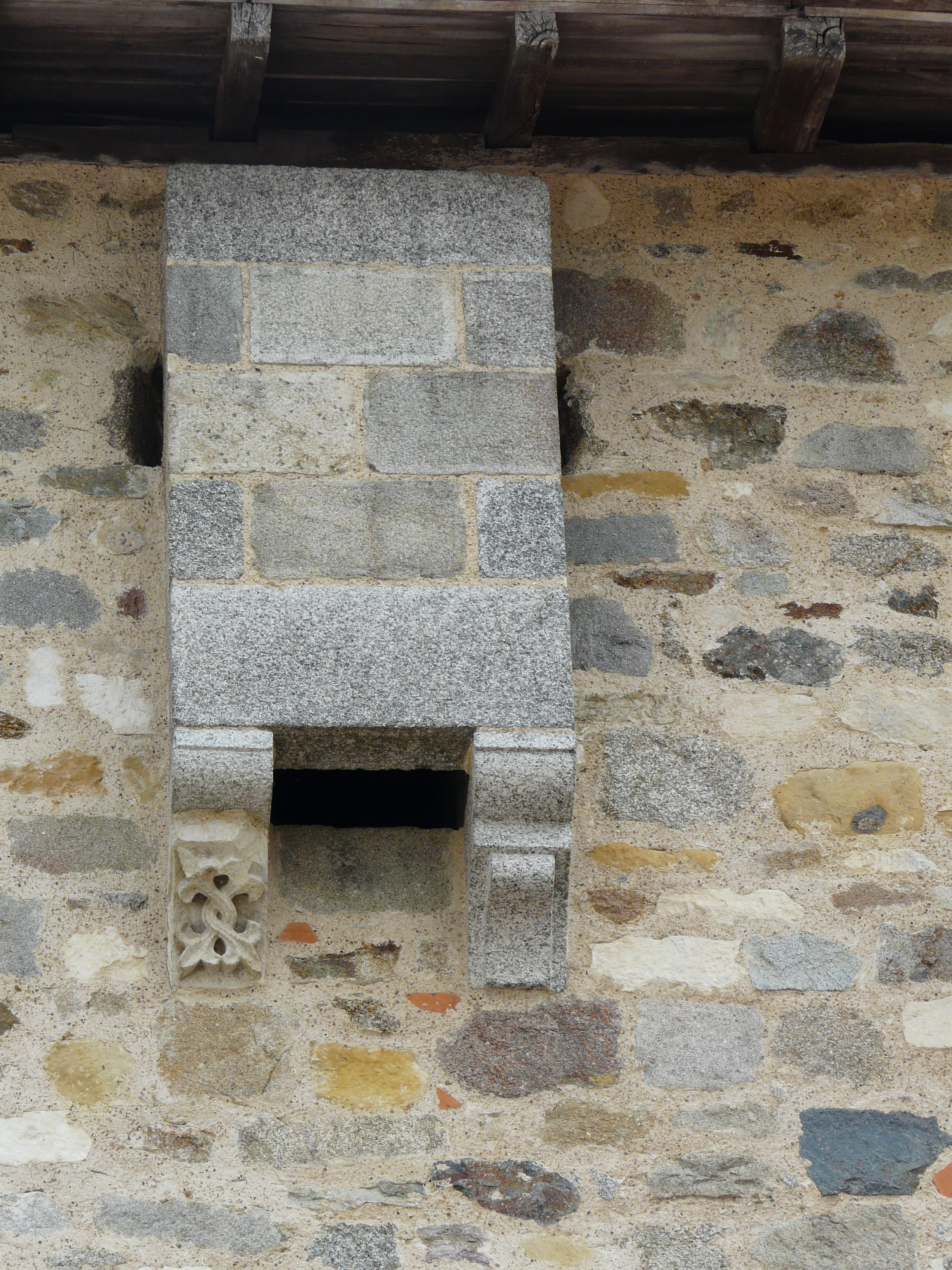
Wehrerker
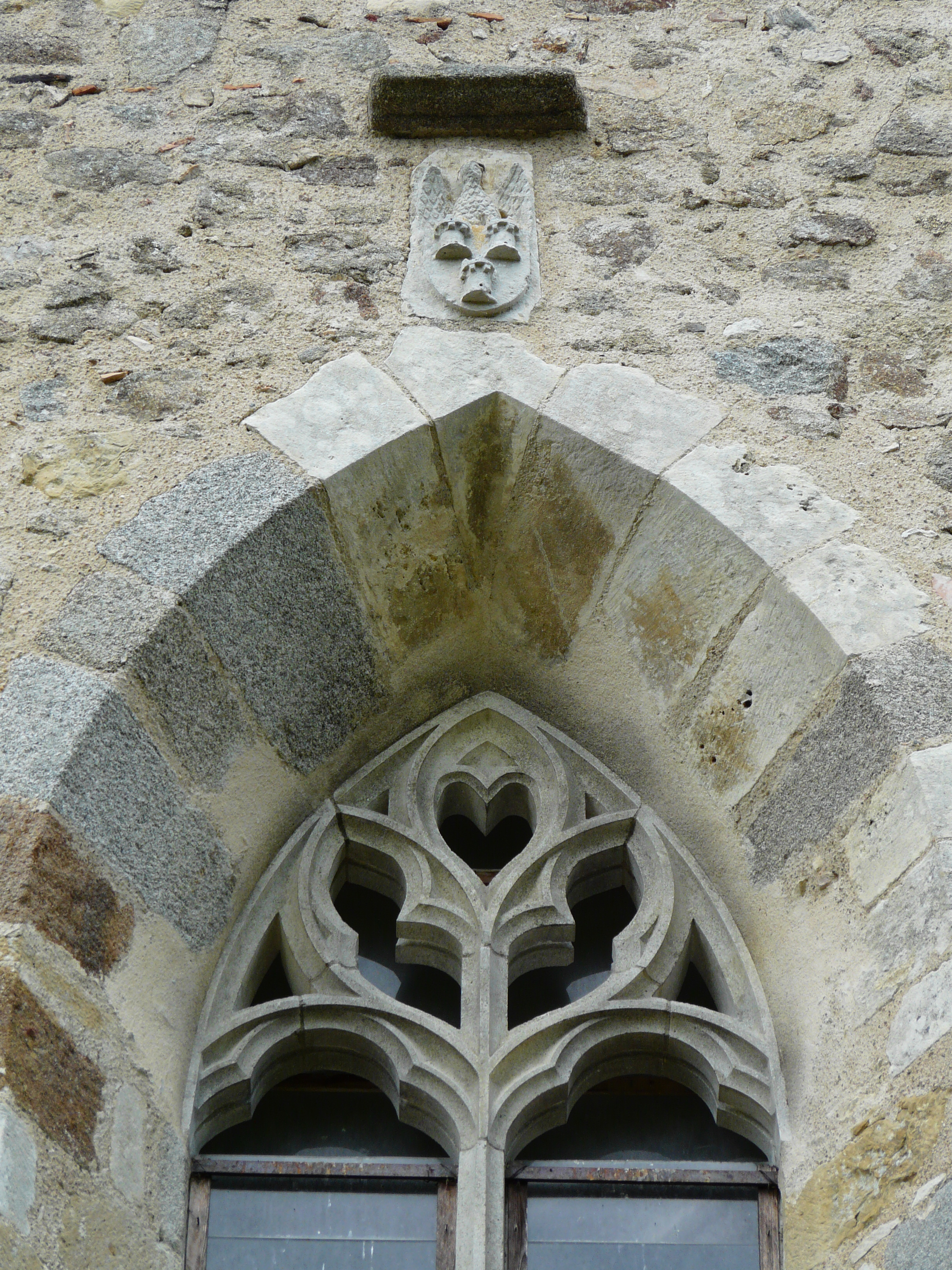
Gotisches Spitzbogenfenster am Querhausende
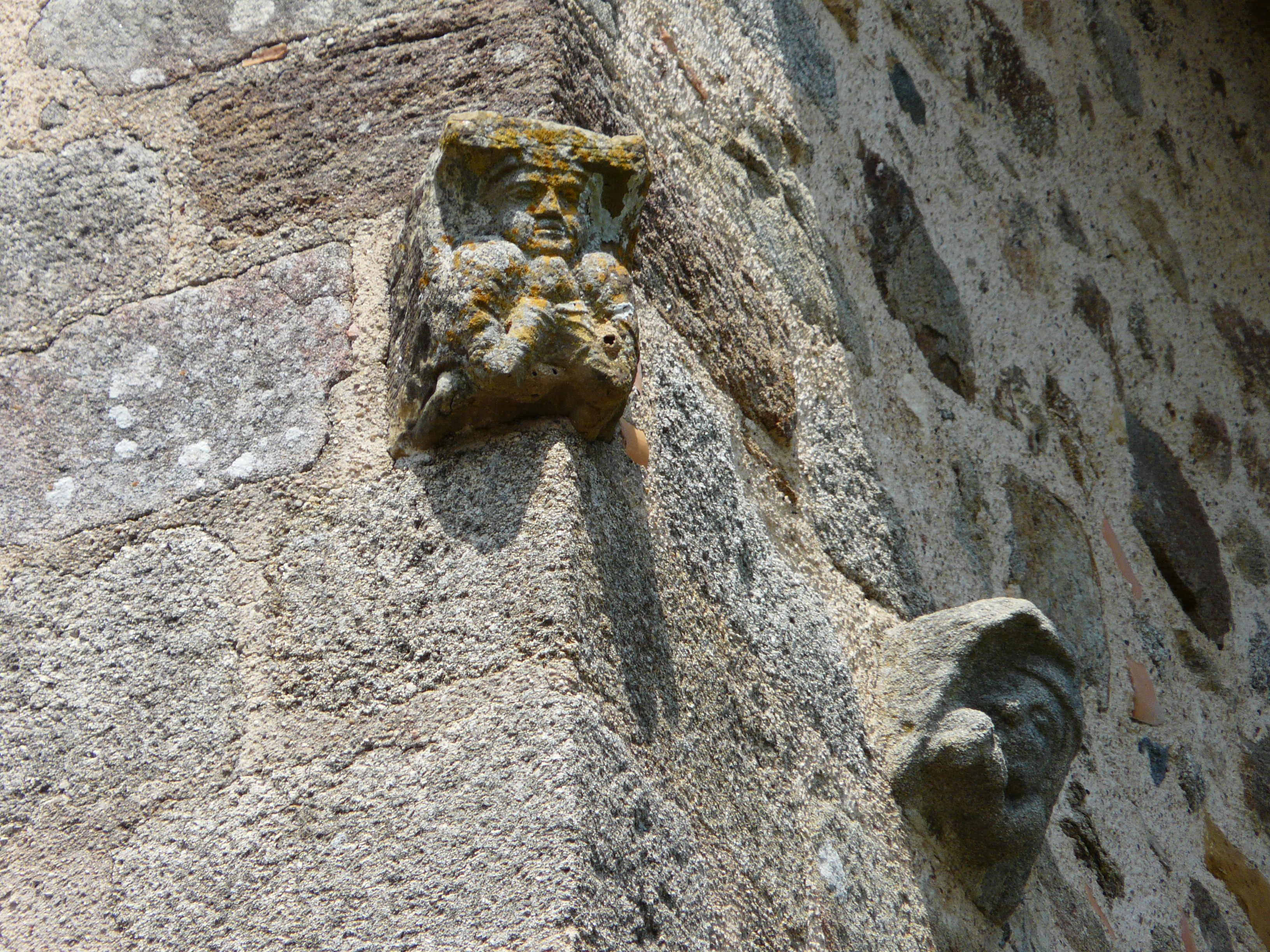
Kragsteine (Modillons)
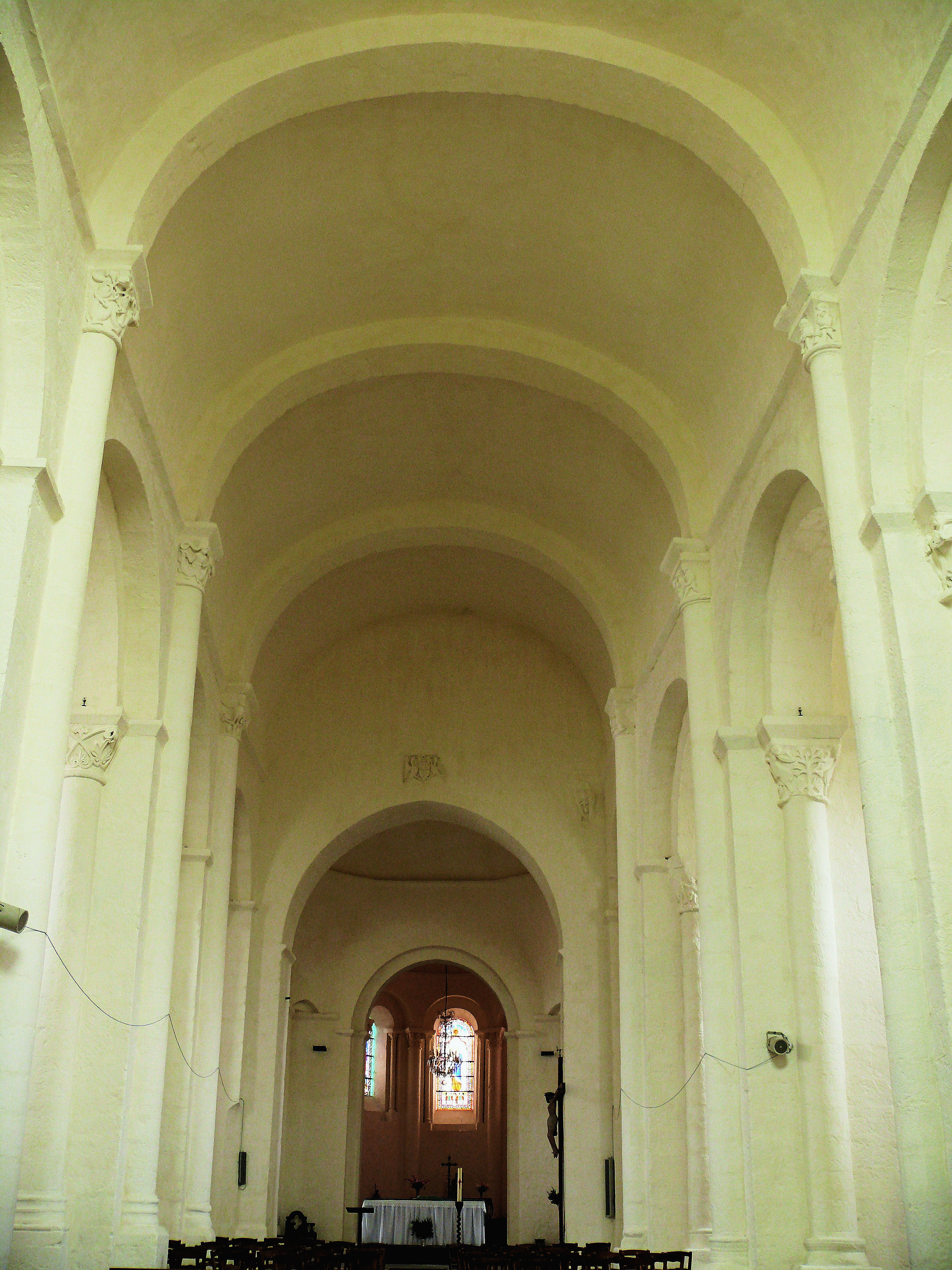
Innenansicht des Hauptschiffs
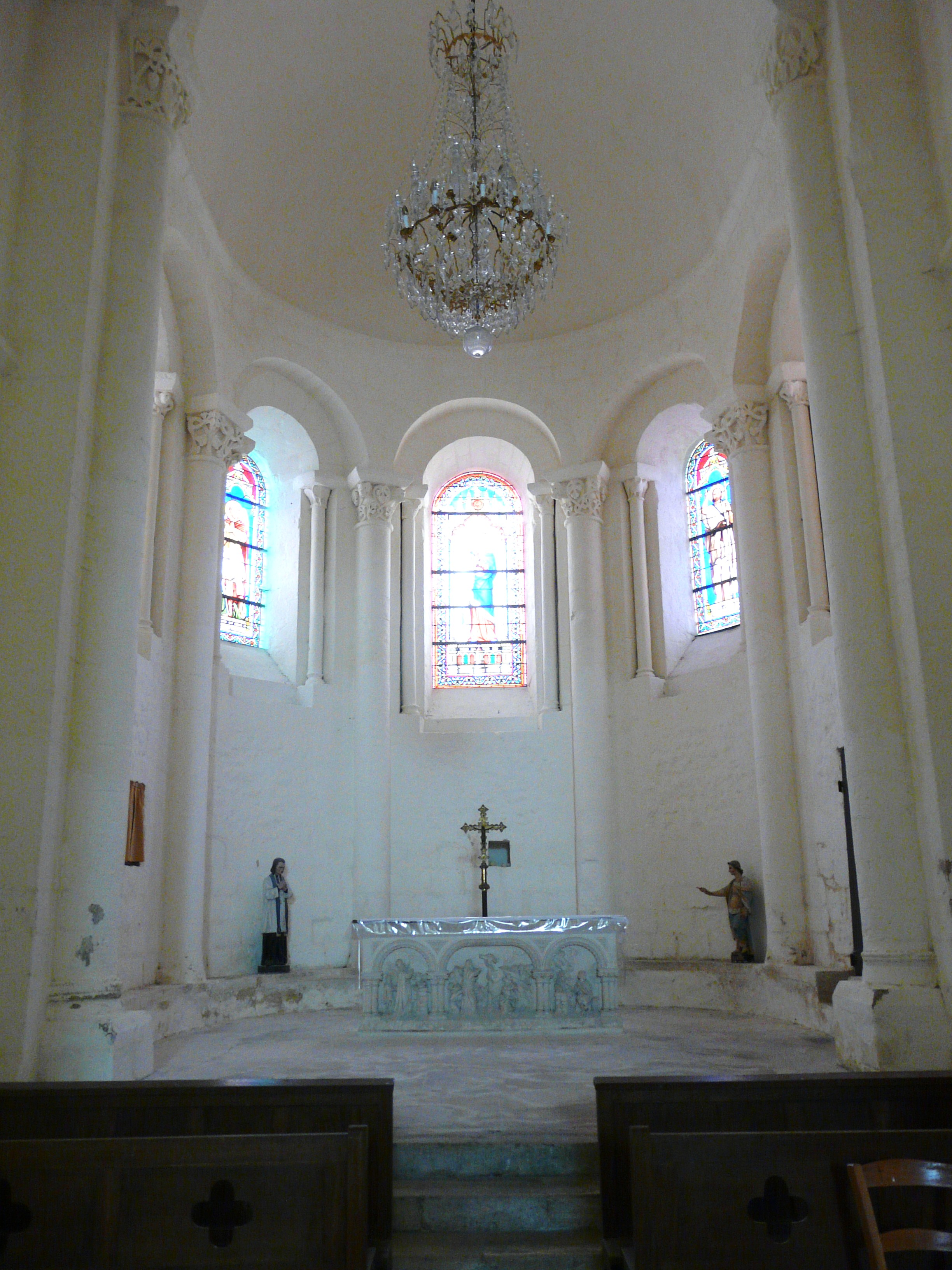
Altar mit Chor
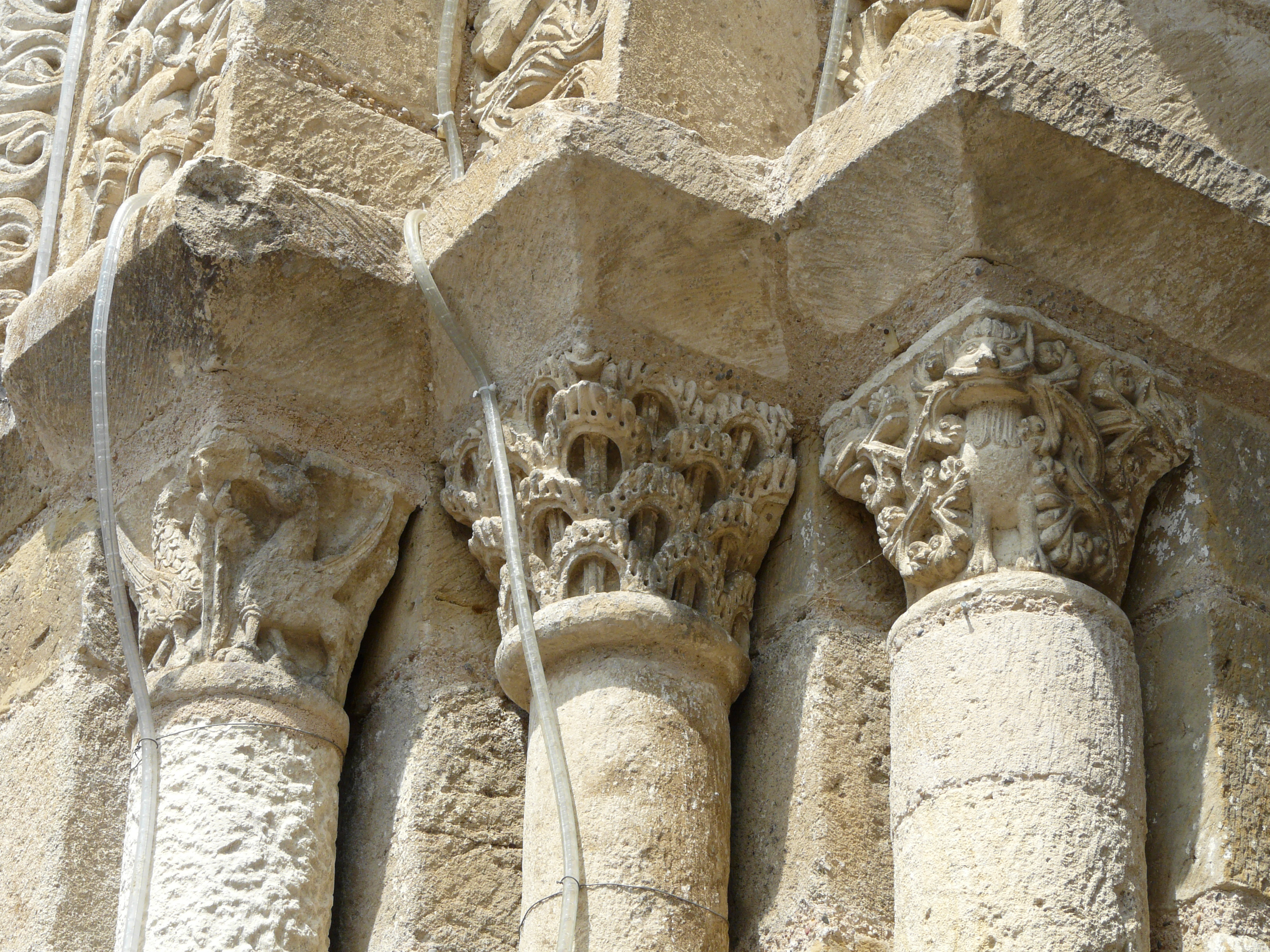
Kapitelle am Eingangsportal
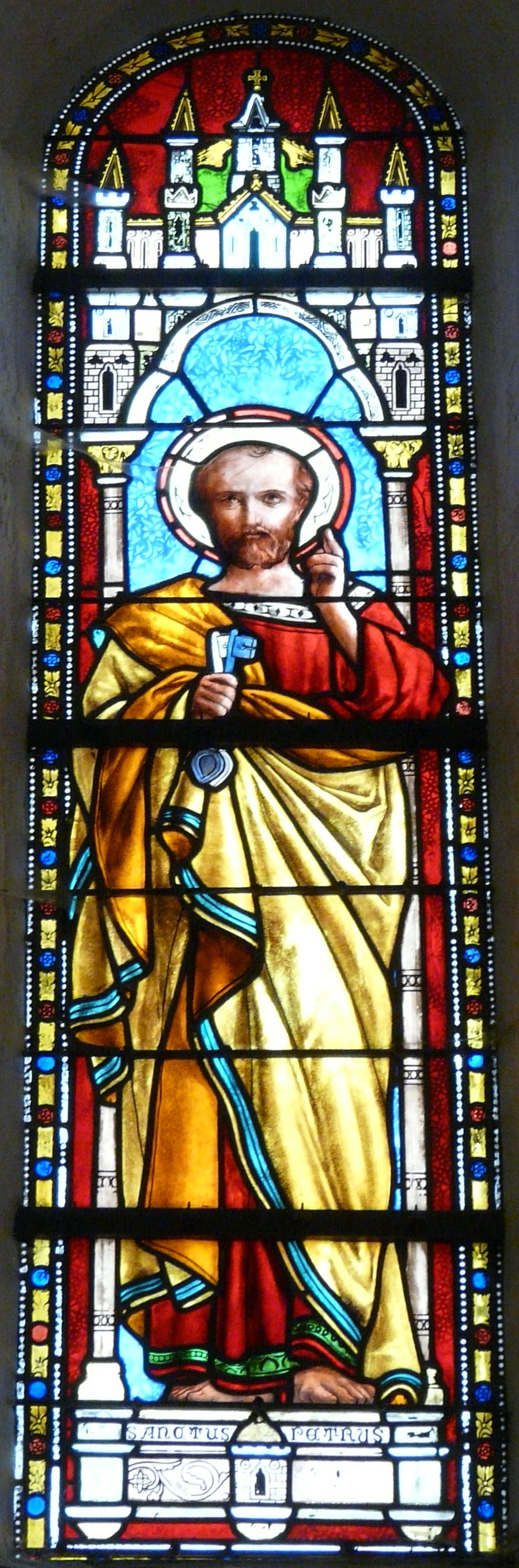
Der Heilige Petrus, Buntglasfenster im Chor
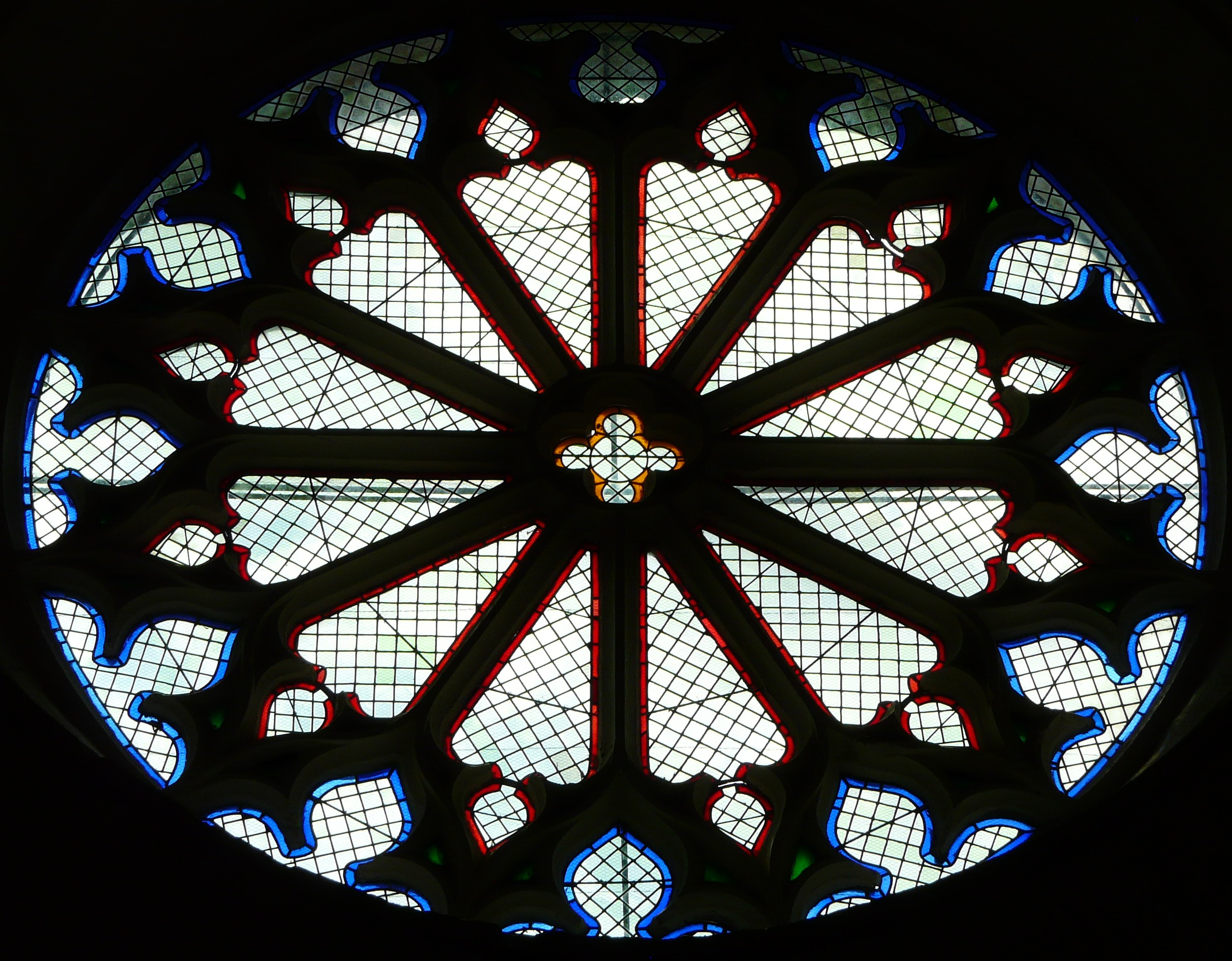
Fensterrose mit Lilienmotiv